# Berndt Otto Stackelberg den yngre
Berndt Otto Stackelberg d.y., född 1703, död 1787, var en svensk friherre och militär. Han blev fältmarskalk 1778. Han var son till Berndt Otto Stackelberg d.ä. Han deltog i polska tronföljdskriget, österrikiska tronföljdskriget samt pommerska kriget.